# Яценко Іван Володимирович
Іван Володимирович Яценко (нар. 8 квітня 1971) — український науковець у галузі ветеринарії, доктор ветеринарних наук, професор, завідувач Бюро судово-ветеринарних досліджень, професор кафедри нормальної та патологічної морфології Державного біотехнологічного університету, академік Академії наук вищої освіти України, бакалавр права.

## Життєпис
Іван Володимирович Яценко народився 8 квітня 1971 року, у с. Солдатове Гадяцького району Полтавської області.
З 1978 по 1988 роки навчався у Великообухівській середній школі Миргородського району Полтавської області.
Протягом 1988—1993 років навчання на ветеринарному факультеті Харківського зооветеринарного інституту.
1993—1996 — аспірант кафедри анатомії свійських тварин ХЗВІ. До 1998 року працює на цій кафедрі асистентом.
У 1997 році успішно захистив дисертацію на тему «Морфо-клінічне обґрунтування захисної, резорбтивної та реконструктивної функцій сальників тварин».
У 1998 році присуджено науковий ступінь кандидата ветеринарних наук зі спеціальності «патологія, онкологія і морфологія тварин».
З 1998 по 1999 роки працює старшим викладачем на кафедрі анатомії свійських тварин.
У 2002 році присвоєно вчене звання доцента.
З 2007 по 2008 роки пройшов підготовку у Харківському науково-дослідному інституті судових експертиз ім. Заслуженого професора М. С. Бокаріуса Міністерства юстиції України за спеціальністю «дослідження об'єктів тваринного походження».
У 2009 році захистив докторську дисертацію на тему «Структурні параметри скелета ссавців як об'єкти судово-ветеринарної експертизи при
визначенні видової належності біологічного матеріалу» за спеціальністю «патологія, онкологія і морфологія тварин». Присуджено науковий ступінь доктора ветеринарних наук. Призначений на посаду професора, завідувача кафедри ветеринарно-санітарної експертизи та судової ветеринарної медицини Харківської державної зооветеринарної академії.
У 2010 році обраний академіком Академії наук вищої освіти України.
У 2011 році закінчив з відзнакою Харківський національний університет внутрішніх справ і отримав базову вищу освіту за напрямом підготовки «Правознавство» та здобув кваліфікацію бакалавра права.
У 2012 році присвоєно вчене звання професора.
У 2014 році призначений завідувачем Бюро судово-ветеринарних досліджень, що функціонує при ХДЗВА.
З 2014  по 2021 роки експерт експертної ради Департаменту атестації кадрів вищої кваліфікації Міністерства освіти і науки України, член навчально-методичної комісії Міністерства освіти і науки України з напрямку «Ветеринарна медицина».
У 2016 році обраний заступником голови Науково-методичної комісії з аграрних наук та ветеринарії.
Під керівництвом І. В. Яценка проводяться дослідження за науковими напрямами: «Морфологічні параметри організму тварин, як об'єкти судово-ветеринарної експертизи», а також «Експертиза якості й безпечності та критерії ветеринарносанітарного оцінювання продуктів забою тварин за збагачення раціону нутріцевтиками».
І. В. Яценко є членом Вченої Ради Факультету ветеринарної медицини (2019—2020 н.р).
З 2019 по 2023 роки заступник голови Галузевої експертної ради Національного агенства із забезпечення якості вищої освіти.
З серпня 2023 року до нині працює професором кафедри нормальної та патологічної морфології Державного біотехнологічного університету.

## Науковий доробок
Іван Володимирович автор 460 наукових праць, зокрема статті, що індексуються в наукометричних базах даних Scopus та Web of Science - 8, 75 навчальних посібників, 10 монографій, 5 методичних рекомендацій, 2 атласи, 5 підручників, 2 словники, довідники, 51 патенти України на корисну модель, 10 свідоцтв про реєстрацію авторського права на твір.
Наукові інтереси: судово-ветеринарна експертиза, судова експертиза харчових продуктів, правове регулювання в галузі.
Розвиває новий напрям у ветеринарній науці — ветеринарне право України, є фахівцем в галузі судової ветеринарної медицини.

## Відзнаки та нагороди
- грамота Дергачівської районної державної адміністрації (2000);
- трудова відзнака «Знак пошани» (2006);
- грамота Харківського міського голови (2008);
- дипломи і грамоти головного управління освіти і науки Харківської обласної державної адміністрації (2011, 2016);
- подяка державної установи «Науково-методичний центр «Агроосвіта» (2013);
- почесна грамота Держветфітослужби України (2016);
- дипломами Академії наук вищої світи України (2015, 2018);
- медаль «За успіхи в науково-педагогічній діяльності»  (2020);
- орден «Науковець року 2020»;
- орден пошани (2022);
- медаль Івана Омельяновича Поваженка (2022);
- медаль Національної академії наук вищої освіти України Аранчія Сергія Васильовича (2023).